# Alleby
Alleby är ett område på Hisingen, Göteborgs kommun.
Området begränsas av Göteborg City Airport i norr, Björlandavägen i söder, Kongahällavägen i väster och Hisingsleden i öster.
Alleby är mest känt för sin ridskola och ridklubb. I övrigt dominerar smågårdar med lantbruk, samt villor i området.